# The Fall (hudební skupina)
The Fall byla anglická post-punková hudební skupina, která vznikla roku 1976 ve městě Prestwich. Během existence kapely se v ní vystřídalo přes šest desítek hudebníků, přičemž jediným stálým členem byl zpěvák Mark E. Smith. V původní sestavě dále figurovali kytarista Martin Bramah (1976–1979, 1989–1990), baskytarista Tony Friel (1976–1977) a klávesistka Una Baines (1976–1978). Vpůvodní sestavě nebyl bubeník – prvním hudebníkem, který zde hrál na bicí, byl Steve Ormrod (1977). Své první studiové album, které dostalo název Live at the Witch Trials, kapela vydala v březnu roku 1979 (vydavatelství Step Forward Records). Celkem kapela vydala 32 studiových alb.